# Na Haeo
Na Haeo (em tailandês: นาแห้ว) é um distrito da Tailândia, localizado na província de Loei, na Região Nordeste do país.
Possui uma área de 628 km² e uma população de 11 011 habitantes, de acordo com estimativas de 2005.